# Сан Хуан (Тексас)
Сан Хуан (енгл. San Juan) град је у америчкој савезној држави Тексас. По попису становништва из 2010. у њему је живело 33.856 становника.

## Демографија
Према попису становништва из 2010. у граду је живело 33.856 становника, што је 7.627 (29,1%) становника више него 2000. године.
| Група             | 2000.          | 2010.          |
| Белци             | 1.166 (4,4%)   | 1.012 (3,0%)   |
| Афроамериканци    | 88 (0,3%)      | 110 (0,3%)     |
| Азијати           | 23 (0,1%)      | 62 (0,2%)      |
| Хиспаноамериканци | 24.950 (95,1%) | 32.734 (96,7%) |
| Укупно            | 26.229         | 33.856         |